# Théogène Ricard
Pour l’article homonyme, voir Ricard.
Théogène Ricard, né le 30 avril 1909 et mort le 7 avril 2006 à Cowansville est un homme politique canadien.

## Biographie
Né à Saint-Guillaume-d'Upton, Théogène Ricard s'oriente vers le travail d'agent d'assurances. Il est le député à la Chambre des communes de Saint-Hyacinthe—Bagot de 1957 à 1968 et de Saint-Hyacinthe de 1968 à 1972. En 1963, il est brièvement ministre sans portefeuille dans le gouvernement de John Diefenbaker. Après le départ de Diefenbaker, il est réélu dans l'opposition lors des élections de 1965 et 1968 avant de quitter la politique en 1972.
Théogène Ricard meurt le 7 avril 2006 à Cowansville.